# Dave Henderson
Temple de la renommée français : 2018
Dave Henderson, né le 13 mars 1952 à Winnipeg au Canada est un joueur professionnel de hockey sur glace franco-canadien devenu entraîneur. Son fils, Brian Henderson, est également joueur de hockey sur glace et représente la France au niveau international.

## Carrière de joueur

### En club
Il passe toute sa carrière à Amiens, d'abord sous l'égide de l'Amiens Sporting Club, puis du  Hockey Club Amiens Somme.
Quelques Statistiques :
- 411 matches (dont 291 en élite)
- 383 buts (dont 150 en élite)
- 394 aides (dont 182 en élite).

## Carrière en club
Son maillot, floqué du numéro 10, est retiré des Gothiques d'Amiens.

### En sélection nationale
Avec l'équipe de France, il a disputé les Championnats du monde de hockey sur glace 1981, Groupe C, en Chine.

## Carrière d'entraineur
Après avoir entrainé l'équipe d'Amiens, d'abord chez les mineurs puis à la tête de l'équipe première (avec notamment un titre de vice-champion de France en 1997 et 1998 puis un titre de champion de France en 1999), il est entraîneur de l'équipe de France de hockey sur glace de 2004 à 2018. C'est sous son mandat que l'équipe de France retrouve le championnat du monde Elite en 2008.